# Genova (Zeměplocha)
Genova je království a zároveň jeho hlavní město na Zeměploše v knihách Terryho Pratchetta.
Království Genova bylo vždy velmi bohaté díky vysokým poplatkům za dopravu, účtovanou procházejícím obchodníkům. Jeho až příliš líně poklidný život se změnil pod vládou železné ruky Lízy Zlopočasné. V době jejího panování se obyvatelé říše museli radovat a vesele smát celý den, jinak byli přísně potrestáni. Vše muselo být dokonale čisté. Prostě pohádkové město.
Proslulé je i svými kuchaři, kteří dokážou vyrobit kulinářský zázrak prakticky z ničeho, protože surovin pro vaření je zde vždy  nedostatek.
Ačkoli je Genova vlastně v překladu italský Janov, tak v světě Zeměplochy jde o město kulturně karibské, obývané černošským a mulatským obyvatelstvem, vyznávajícím vúdú a pijícím rum.